# FSV Ronneburg
Der Fußballsportverein Ronneburg ist in der ostthüringischen Stadt Ronneburg ansässig. Er nutzt das städtische „Stadion am Westhang“, das mit einem Rasenplatz ausgestattet ist.

## Vereinsentwicklung

Historisches Logo der BSG Wismut Ronneburg

Der FSV Ronneburg führt seine Entstehung bis auf den 1920 gegründeten Arbeiterfußballverein Ronneburg zurück. Dieser nannte sich kurz nach seiner Gründung in Spvg. Ronneburg um. Nach der Machtergreifung der Nationalsozialisten wurde der Verein 1933 verboten, mehrere Vereinsmitglieder schlossen sich dem ebenfalls 1920 gegründeten VfB Ronneburg an. Nach dem Ende des Zweiten Weltkrieges verbot die sowjetische Besatzungsmacht in ihrer Zone alle Sportvereine, so auch in Ronneburg.
Nach einer Übergangsphase mit provisorisch gebildeten Sportgemeinschaften wurde nach Einführung der Betriebssportgemeinschaften (BSG) in Ostdeutschland durch die Ronneburger Autoräder- und Felgenfabrik am 15. April 1950 die BSG IFA Ronneburg gegründet. Nach Bildung der zentralen „Sportvereinigung Motor“ für den Bereich Maschinen- und Fahrzeugbau wurde die BSG um 1952 in Motor Süd, später BSG Motor Ronneburg umbenannt. 1959 übernahm die SDAG Wismut die Trägerschaft, und die BSG erhielt mit Wismut Ronneburg wieder einen neuen Namen. Von Anfang an unterhielt die BSG mehrere Sportsektionen, von denen Handball, Boxen und Fußball am bekanntesten wurden. Am erfolgreichsten waren die Handballmänner, die mehrere Jahre in der zweitklassigen DDR-Liga spielten.
Als nach der politischen Wende von 1989 und den damit verbundenen wirtschaftlichen Veränderungen stelle die Wismut die Förderung für die Betriebssportgemeinschaft ein. BSG-Mitglieder gründeten daraufhin 1990 den eingetragenen Verein SSV Ronneburg, der im Wesentlichen den Sportbetrieb der aufgelösten BSG weiterführte. 1995 löste sich dieser Verein wieder auf, und die einzelnen Sportbereiche gründeten eigene Vereine, z. B. ASC Ronneburg (Boxen, Judo), HSV Ronneburg (Handball), KSV Ronneburg (Kegeln) und schließlich der FSV Ronneburg für den Fußball.

## Entwicklung des Fußballsports
Bis zum Ende des Zweiten Weltkrieges spielte sich der Fußball in der damals 8000 Einwohner zählenden Bergarbeiterstadt nur auf Kreisebene ab. Auch nach Kriegsende änderte sich zunächst nichts am Kreismaßstab. Erst 1952 gelang der BSG Motor Süd der Aufstieg in die zu dieser Zeit viertklassige Bezirksklasse. Ab 1959 versuchte die BSG Wismut mit mehreren Anläufen, sich in der ab 1963 drittklassigen Bezirksliga Gera zu etablieren. In den Spielzeiten 1959 und 1961/62 blieb es jeweils bei einem einjährigen Gastspiel, erst ab 1967 gelang es der Wismut-Mannschaft, sich für sechs Jahre in der Bezirksliga zu halten. 1973 stieg sie jedoch mit einem 7-Punkte-Rückstand als Tabellenletzter wieder ab. Danach folgten zwischen 1975 und 1989 noch einmal kurzfristige Aufenthalte in der Drittklassigkeit. Das Ende des DDR-Fußballspielbetriebs erlebte Wismut Ronneburg 1990 mit der Endplatzierung 4. in der Bezirksklasse.
Für ein Spiel machte die BSG Motor 1954 über den Bezirksmaßstab hinaus auf sich aufmerksam. Die Mannschaft hatte sich für den DDR-weiten FDGB-Fußballpokalwettbewerb qualifiziert und traf in der ersten Runde auf den Karl-Marx-Städter Bezirksligisten Motor Zschopau. Da die Ronneburger eine Klasse tiefer spielten, hatten sie Heimrecht, unterlagen aber trotzdem deutlich mit 1:5 und schieden damit umgehend wieder aus dem Pokalwettbewerb aus.
Den DFB-Spielbetrieb ab 1990 begann der SSV Ronneburg in der Bezirksklasse Thüringen. Dem FSV gelang 1997 der Aufstieg in die damals achtklassige Bezirksliga, in der er anfangs in der Spitzengruppe mitspielte. Ab 2000 reichte es nur noch für das hintere Tabellendrittel, und 2009 musste der FSV in die Kreisoberliga absteigen.
2010 gelang dann der sofortige Wiederaufstieg in die neu gegründete achtklassige Regionalklasse (Staffel 1). Nachdem 2012 die Regionalklassen aus dem Thüringer Fußball-Verband als Kreisoberligen der Verantwortung der neun neuen Kreisfachausschüsse überstellt wurden, spielte der Verein in der Kreisoberliga Ostthüringen (8. Liga). Im Jahr 2015 erfolgte der Abstieg in die Kreisliga. Drei Jahre später zog man sich freiwillig in die zehntklassige 1. Kreisklasse zurück. Dort belegte man in der Saison 2018/19 den ersten Platz und somit gelang der sofortige Wiederaufstieg. Seit 2019 spielt die Mannschaft in der Kreisliga.